# 나이토 요시시게
나이토 요시시게(일본어: 内藤義稠, 1697년 ~ 1718년 6월 27일)는 일본 에도 시대의 다이묘로, 이와키 다이라 번의 5대 번주이다. 관위는 종5위하, 사쿄노스케이다.
겐로쿠 12년(1699년) 음력 9월 16일생이라고도 한다. 선대 번주인 나이토 요시타카의 맏아들로 태어났다. 쇼토쿠 2년(1713년), 아버지 요시타카가 병으로 사망하자, 그 뒤를 이어 번주가 되었다. 그러나 번 통치에 있어 별다른 업적은 없었고, 교호 3년(1718년)에 젊은 나이로 사망하였다. 사인은 병사라고 전하지만, 마쓰가 야카라노스케, 마쓰가 다카오키 부자에 의해 독살되었다는 설도 있다. 후사가 없어, 백부인 나이토 요시히데의 맏아들 나이토 마사키가 그 뒤를 이었다.
| 전임 나이토 요시타카 | 제5대 이와키 다이라 번 번주 (나이토 가문) 1713년 ~ 1718년 | 후임 나이토 마사키 |